# Улица Батурина (Казань)
Улица Батурина (тат. Батурин урамы, бывшая Односторонка Пересыльного замка) — улица в историческом центре Казани, в Вахитовском районе. Располагается по большей части под северным и восточным склонами Казанского кремля, огибая его. Протяжённость улицы - 1.1 километра.

## История и название
Улица начала формироваться с XVI века как часть Казанского пасада. Изначально улица являлась переулком. Название получила в честь купца Ульяна Прохоровича Батурина (1791—1871), имевшего на улице три дома, в одном из них, расположенном на пересечении с нынешней улицей Миславского, находился его «Верхнесеребряный питейный дом», в другом — гостиница «Гамбург». Улица — одна из немногих улиц в центре города, которые не были переименованы в советское время.

## Расположение
Улица начинается у моста Кремлёвской транспортной дамбы и по форме напоминает вопросительный знак, опоясывающий Казанский кремль. Заканчивается улица у Чёрного озера, на перекрёстке с улицей Чернышевского, переходом в чётную сторону улицы Дзержинского.

## Пересечения с другими улицами
- Кремлёвская набережная (пешеходная)
- Федосеевская
- Нагорная
- Большая Красная
- Карла Маркса
- Миславского
- Дзержинского
- Чернышевского
- примыкание Дворцовой площади
- подъём к площади Первого мая

## Объекты на улице
Дом 7 по улице — бывшее здание пересыльной тюрьмы, построено в XVIII веке. В ней содержались декабристы, следовавшие в сибирскую ссылку, в 1887 г. — участники студенческой сходки, в числе которых
был В.И.Ленин. Объект культурного наследия федерального значения. В шестидесятых годах двадцатого века здание было переоборудовано в городской онкологический диспансер. В 2003 году планировалось вывести городской онкодиспансер из охранной зоны Кремля, однако из-за отсутствия средств проект был приостановлен. В 2006 году в диспансере произошел пожар.
На пересечении с улицей Большая Красная находится церковь Святой мученицы Параскевы Пятницы.
На улице располагаются Центральная избирательная комиссия РТ, Совет муниципальных образований РТ, Общественная палата РТ, Институт истории имени Ш.Марджани, Академии наук РТ и другие организации.
У места примыкания к улице пешеходной Кремлёвской набережной находится большая трёхъярусная галерея ресторанов.
В конце улицы в 2012 году открыта крупная многоуровневая полуподземная парковка на 170 машиномест. На открытии парковки присутствовал мэр Казани И. Метшин.

Парковка на Батурина поможет разгрузить движение в центре Казани— Ильсур Метшин на открытии парковки
При строительстве парковки в 2011 году строители обнаружили клад: украшения, монеты и остатки китайского шелка датированы серединой — концом XVIII века и предположительно принадлежали казанскому купцу Исмагилу Апанаеву.
Также между улицей и Дворцовой площадью находится большая наземная парковка.
С улицы открываются эффектные панорамные виды на реку Казанка, Дворцовую площадь с Дворцом земледельцев, церковь Святой мученицы Параскевы Пятницы, восстановленный собор Казанской иконы Божьей Матери в одну сторону и на северный и восточный склоны Кремля в другую сторону.

## Транспорт
Несмотря на то, что улица не является длинной, широкой и прямой магистралью, она имеет очень важное транспортное значение и интенсивный транспортный поток, будучи единственной дорогой, соединяющей напрямую верхнюю часть исторического центра со срединным Заречьем, выходя на Кремлёвскую дамбу. В месте примыкания пешеходной Кремлёвской набережной к улице под ней устроен подземный пешеходный переход.
По улице ходят автобусы (маршруты 22, 28, 28а, 89), имеющие на улице остановку между Дворцовой площадью и подъёмом к площади Первого мая. В генеральном плане 1969 года и последующих проектах развития города позднесоветского времени и 1990-х годов планировалось запустить по улице также троллейбусы.